# Хваран (Tekken)
Хваран (кор. 화랑) или Хва Ран — вымышленный персонаж из серии видеоигр в жанре файтинг Tekken. Хваран дебютировал в Tekken 3 и с тех пор появлялся во всех последующих играх серии. Он является учеником мастера тхэквондо Пэка Тусана и принимает участие в третьем турнире «Король Железного Кулака», чтобы отомстить Огру за "убийство" своего учителя. Также он становится другом и соперником Дзина Кадзамы, после их столкновения в одном из уличных матчей до начала событий Tekken 3.

## Появления

### В видеоиграх
Выросший в Южной Корее, гордый студент Пэк Тусана и чрезвычайно опытный боец тхэквондо, Хваран использовал свои навыки для победы в уличных поединках. Нарочно манипулируя ставками в пари поединков, он вводил его в заблуждение наигранной слабостью, а потом атакуя со всей возможной силой. Таким образом Хваран и некоторые другие ученики Пэка провели очень много успешных боев. Однажды он столкнулся с Дзином Кадзамой, после чего сразился с ним в ничью. Потерпев своё первое поражение, Хваран вернулся к Пэку, чтобы рассказать о случившимся. По прибытии в додзё Пэка Тусана, Хваран обнаружил, что его мастер был убит Огром, богом войны. Он решил принять участие в третьем турнире «Король Железного Кулака».
Вернувшись в Корею, Хварана был завербован в специальное военное подразделение, рассчитанное на особо опасные операции. Несмотря на успешное выполнение заданий вкупе с квалифицированным владением тхэквондо, его нежелание следовать правилам и приказам сделало Хварана для старших офицеров сплошной головной болью. Он не интересовался военной жизнью и ощущал внутри себя своего рода пустоту. В своих мыслях он часто возвращался к тем временам, когда он еще участвовал в уличных боях, всё чаще акцентируя внимание на своём противостоянии с Дзином Кадзамой. Узнав о проведении четвёртого турнира «Король Железного Кулака», Хваран самовольно покинул военный комплекс, одержимый желанием победить Дзина, Хэйхати Мисиму и всех борющихся за лидерство над Мисима Дзайбацу.
Южнокорейская армия взяла Хварана под стражу во время последнего тура турнира, лишив его возможности провести матч-реванш против Дзина Кадзама. По прибытии в посольство, Хваран получил официальное помилование. Он отправился в Южную Корею, с целью завершения своего обучения, прежде чем принять участие в пятом турнире «Король Железного Кулака». Там он вновь столкнулся с Дзином Кадзамой и одержал победу. Однако он недолго радовался своей победе — неожиданно Дзин издал нечеловеческий крик, и Хварана отбросило прочь неизвестной силой. Он увидел прямо перед собой широко распростертые черные крылья — и Дзина, который выглядел как Дьявол. Совершенно обессиленный, Хваран приготовился к смерти и потерял сознание.
Некоторое время спустя Хваран очнулся в больнице, где его навестил Пэк, который, как оказалось, не погиб. Узнав от учителя, что Дзин начал мировую войну в качестве главы Мисима Дзайбацу, Хваран оттолкнул медсестру и бросился к Пэку, умоляя помочь ему стать сильнее, на что тот согласился. По окончании усердных тренировок, Хваран принял участие в шестом турнире «Король Железного Кулака».
Хваран появляется в Tekken 7, будучи одним из восемнадцати персонажей, изначально доступных в игре. В собственном эндинге, как и в эндинге Дьявола Дзина, Хваран теряет свой правый глаз во время спасения Дзина от гранаты, брошенной солдатами ООН, которые преследуют Кадзаму.
Также Хваран появляется в Tekken Card Challenge, Tekken Tag Tournament, Tekken Advance, Tekken 3D: Prime Edition, Tekken Tag Tournament 2 и Tekken Revolution. Хваран является играбельным персонажем в файтинге-кроссовере Street Fighter X Tekken, где его напарником выступает Стив Фокс.

### В других медиа
Хваран появляется в трёх комиксах Tekken: Tekken Saga (1997) (неизданный выпуск), Tekken: Tatakai no Kanatani (2000) и Tekken Forever (2003). Он присутствует в прологе аниме-фильма Tekken: The Motion Picture вместе с Дзином Кадзамой, Лин Сяоюй, Эдди Горду, Форестом Ло, Ваном Цзиньжэем и Кунимицу. Досье на него было кратко показано в анимационном фильме «Tekken: Blood Vengeance», во время изучения Анной Уильямс информации об участниках турнира.

## Дизайн персонажа
Хваран — молодой кореец с ярко-рыжими волосами. Он носит белый добок для тхэквондо с чёрными швами, банданой и чёрным поясом. Постоянными атрибутами его формы также являются синие спортивные перчатки без пальцев и открытые синие футы. При первом появлении на спине Хварана было вышито его имя, в то время как в последующих играх оно было заменено на корейский флаг. Оригинальный альтернативный костюм Хварана состоял из: серой майки, зелёных джинсов с чёрными штанинами, а также перчаток без пальцев, чёрного кожаного ремня и ковбойских сапогов в комплекте со шпорами. Кроме того, на лбу располагались мотоциклетные очки. В Tekken 5 и последующих играх он продолжает носить традиционную одежду. В Tekken 4 байкерский костюм был заменён на военную форму. Всё снаряжение Хварана, за исключением военной формы, включает в себя символ красного ястреба, ссылающийся на его прозвище — Кровавый коготь. Имя персонажа является отсылкой к историческим молодёжным элитным войскам Кореи. Хваран носит именной пояс 2 дана по стандартам ВТФ. В Tekken 7: Fated Retribution Хваран носит белую футболку и рваные джинсы. Новым элементом его одежды стала повязка на правом глазу, в то время как волосы приобрели тёмный оттенок с выделяющейся рыжей полоской.

### Геймплей и боевой стиль
Хваран практикует тхэквондо, которая позволяет ему наносить быстрые и резкие удары ногами вкупе с периодическими ударами руками. В бою он полагается на многие приёмы, которые он узнал от Пэка, такие как «Hunting Hawk» и «Dynamite Heel». В то же время он модернизировал некоторые движения, заменив «Sky Blaster» Пэка на свой собственный «Sky Rocket». Хваран обладает большой скоростью и рефлексами, в связи с чем он может наносить непрекращающиеся удары в течение длительного промежутка времени. Благодаря квалифицированному владению тхэквондо Хваран в состоянии держать преимущество на всех диапазонах, используя приёмы подходящие как для нападения, так и для защиты.

## Отзывы и мнения
В 2013 году Complex поместил Хварана на 13-е место в списке «Лучших персонажей Tekken», комментируя свой выбор следующими образом: «Хваран — симпатичный мальчик из вселенной Tekken — высокомерный плохиш с андрогинными волосами и склонностью к мотоциклам». 4thletter поместил эндинг Хварана и Стива на 85-е место в «Топе 200 эндингов в видеоиграх». Smosh назвал Хварана одним из «персонажей видеоигр, которые выиграли бы золотую медаль на летних Олимпийских играх». PlayStation Universe включил противостояние Хварана и Дзина в свой «Топ 5 лучших соперников в Tekken Tag Tournament 2». В 2012 году Хваран занял 2-е место в качестве «любимого персонажа Tekken» по версии подписчиков Digital Spy, получив 8,1% голосов. Питер Остин из WhatCulture назвал Хварана «10-м величайшим персонажем Tekken всех времён». В официальном опросе, проведённом Namco, Хваран занял 15-е место среди наиболее востребованных персонажей из Tekken X Street Fighter, получив 7,73 % голосов.